# G 121-12
G 121-12 (HIP 57265 / BD+26 2251) es una estrella en la constelación de Leo.
De magnitud aparente +10,38, no tiene denominación de Bayer ni número de Flamsteed, por lo que conocida por su número de catálogo Giclas o Hipparcos.
G 121-12 aparece catalogada en la base de datos SIMBAD con tipo espectral F6 y se encuentra aproximadamente a 570 años luz del sistema solar.
Tiene una temperatura efectiva de ~ 5930 K y su radio es un 19% más grande que el radio solar.
Se caracteriza por su exiguo contenido relativo de hierro, en torno al 10% del valor solar.
Los contenidos de sodio y níquel son aún más bajos, pero elementos como silicio, calcio o titanio, aun siendo mucho menos abundantes de que en el Sol, son relativamente menos escasos.
Otro aspecto notable en G 121-12 es su órbita galactocéntrica (órbita que describe una estrella alrededor del centro galáctico).
En comparación a la mayor parte de las estrellas, cuya máxima separación respecto al plano galáctico no suele superar 1 kilopársec, la órbita de G 121-16 la lleva a alejarse 13,6 kiloparsecs del plano de la galaxia, lo que pone de manifiesto su condición de estrella del halo. La estrella de Kapteyn y Groombridge 1830 son dos ejemplos de esta clase de estrellas.
Además, G 121-12 es considerada una «estrella α-baja»; la cinemática de estas estrellas sugiere que han sido absorbidas de galaxias enanas y algunas de ellas pueden haberse formado en la galaxia ancestral progenitora del actual cúmulo Omega Centauri.
La edad estimada de G 121-12 es de 11 900 millones de años, siendo por tanto una estrella muy antigua.